# Cary Building (New York City)
Das Cary Building ist ein fünfstöckiges denkmalgeschütztes Wohngebäude mit zwei Fassaden aus Gusseisen in Manhattan in New York City, Vereinigte Staaten. Das einst als reines Geschäftshaus errichtete Bauwerk war eines der ersten bedeutenden Gusseisengebäude der Stadt.

## Beschreibung
Das Cary Building befindet sich zwischen der Chambers Street und Reade Street an der Church Street im Stadtteil Tribeca in Lower Manhattan und bildet das östliche Ende eines Blocks zwischen West Broadway und Church Street. Seine Adressen lauten „105-107 Chambers Street“ und „89 Reade Street“. Benannt wurde es nach seinem ehemaligen Besitzer William H. Cary, der hier mit Kurzwaren handelte.
Das Gebäude wurde von Gamaliel King und John Kellum als Geschäftshaus entworfen und von 1856 bis 1857 errichtet. Die gusseisernen Fassaden an den beiden 15,25 m breiten Stirnseiten an der Chambers Street und der Reade Street wurden von der Firma D.D. Badger’s Architectural Ironworks gefertigt. An der Fassade in der Ready Street ist zusätzlich eine für New York typische Feuertreppe angebracht. Die rund 46 m lange Seite an der Church Street besteht aus schmucklosen Ziegelstein. Diese wurde in den 1920er Jahren durch den Abriss von angrenzenden Gebäude wegen der Verbreiterung der Church Street freigelegt. 2000 erwarb die Chambers Street LLC das Gebäude und ließ es vom Architekten Martin J. Marcus renovieren. 2022 fand eine weitere Renovierung mit Umbau des Gebäudes statt. Heute wird das Erdgeschoss von Geschäften und anderen Einrichtungen genutzt, darunter von einer Filiale der Bank of America und von der Pizzeria „Little Italy Pizza“. Die oberen vier Stockwerke werden von 16 Eigentumswohnungen belegt, deren Eingang sich in der Reade Street befindet. Auf dem Dach wurden für die Bewohner ein Swimmingpool und begrünte Freizeitterrassen errichtet.
Das Cary Building wurde am 24. August 1982 durch die Landmarks Preservation Commission der Stadt New York zum Denkmal erklärt. Am 15. September 1983 folgte die Eintragung in das National Register of Historic Places.
An der Ecke Chambers Street/Church Street befindet sich am Fuß des Gebäudes ein Zugang zur Station Chambers Street der IND Eighth Avenue Line der New York City Subway, wo die Linien  und  verkehren.

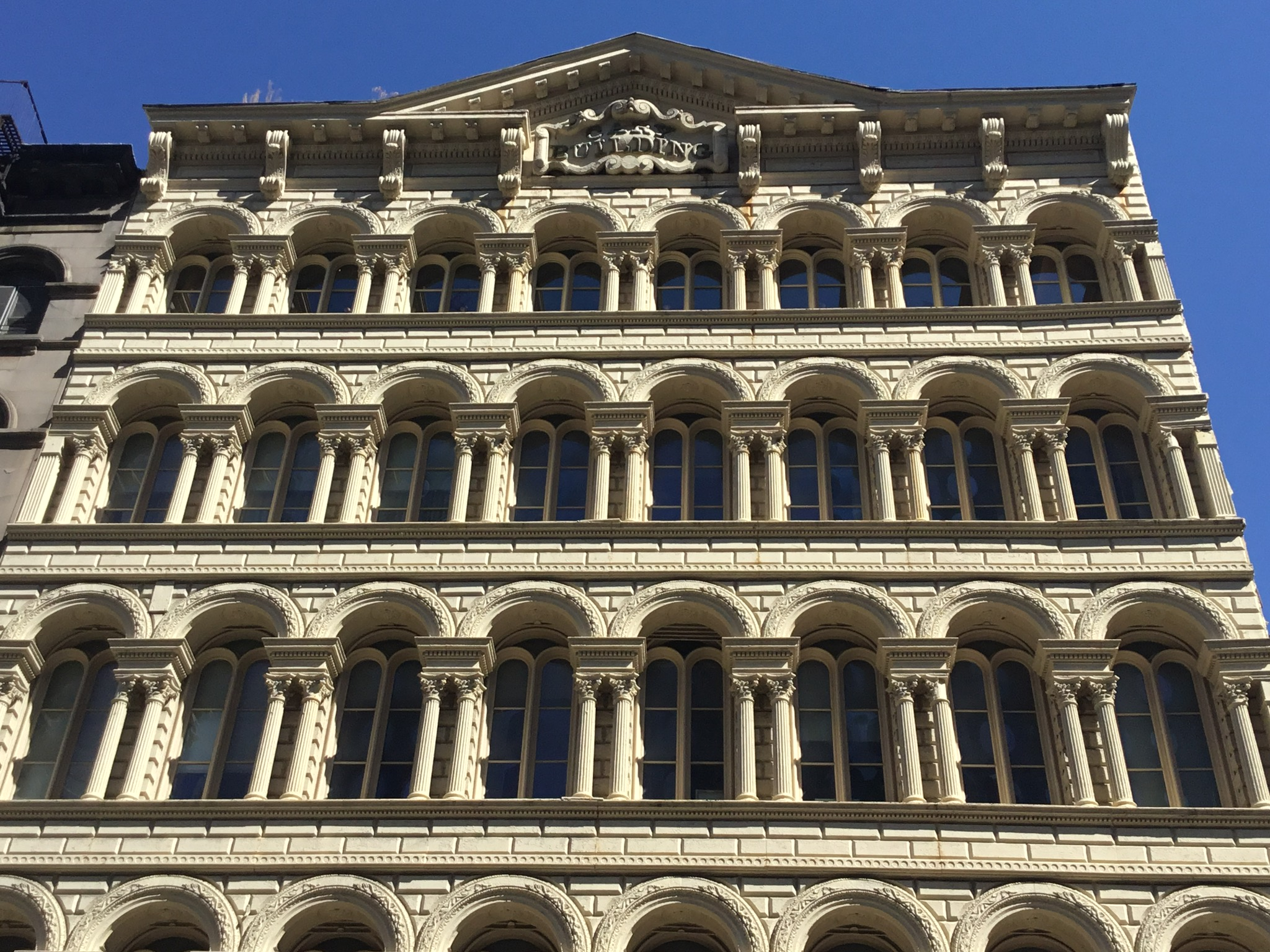
Die Fassade an der Chambers Street im Jahr 2023